# Thalía (álbum en inglés)
Thalía es el octavo álbum de estudio de la cantante mexicana Thalía, lanzado el 8 de julio de 2003 por el sello discográfico Virgin Records y EMI Latin producido por Cory Rooney y Steve Morales. Es su primer álbum en idioma inglés, y comparte título con Thalía de 1990 y Thalía de 2002. Thalía co-escribió algunas de las canciones del disco, recibiendo ayuda de David Siegel, Alan Shacklock, Cathy Dennis, entre otros. En lo que concierne a sonido, el disco toca principalmente los géneros pop y R&B además de poseer elementos e influencias del dance-pop, pop rock. Por otra parte, el contenido lírico de las canciones abarca principalmente el amor y en Save The Day se inspiró en los atentados del 11 de septiembre de 2001 y el tema «I Want You» lo grabó a dueto con el rapero Fat Joe.
Las críticas del álbum fueron generalmente malas. Por otro lado Thalía contó con una recepción comercial moderada vendiendo 20 000 copias durante su primera semana en el resto del mundo, y llegó al número uno en México. Además se posicionó entre los cinco primeros en Argentina y Grecia. En su primera semana a la venta, comercializó más de 50 000 copias y se ubicó número once en Estados Unidos siendo así su mejor debut en dicho país;. Gracias a sus ventas, recibió discos de oro en México y en Japón, la RIAJ lo ha certificado con un disco de oro donde el álbum obtuvo su mejor desempeño, siendo el único álbum de una artista de origen hispano con una certificación en ese país durante el 2003. Hasta el año 2005, se tenía conocimiento que el disco había vendido apenas unas 200 000 unidades en EE.UU. de acuerdo con Nielsen SoundScan.
Como parte de su promoción cuatro singles fueron lanzados del álbum. En los Estados Unidos, «I Want You» fue la canción más popular del álbum, alcanzando el número 22 en la lista Billboard Hot 100 y el número 7 en Top 40 Mainstream. Es su única canción que hasta la fecha ha alcanzado una posición alta en el Billboard Hot 100. En Grecia, la canción alcanzó el número 26 en el Top 50 singles sales. La versión en español de la canción, «Me Pones Sexy» fue lanzada para el mercado latinoamericano y tuvo una excelente aceptación en Sudamérica. Debutó entre los diez primeros del Hot Latin Tracks en el número 9. «Baby, I'm In Love» fue el segundo sencillo, pero obtuvo un mal desempeño en listas estadounidenses debutando solamente número 51 de la listas de ventas del  Billboard Hot 100 Singles Sales y 12 en la Dance Music/Club Play Singles la versión remix; la versión en español «Alguien real» no debutó en ninguna de las listas latinas. «Do Not Look Back» fue lanzado como remix sola y debutó número 9 en la Hot Dance Club Songs. El cuarto sencillo «Cerca de Ti» gozo un éxito en Latinoamérica debutando número 1 en 6 países. «Closer To You», la versión en inglés de la canción, se canceló, sin embargo, alcanzó el puesto #4 en el Billboard Bubbling Under Hot 100 Singles.

## Antecedentes y desarrollo
A comienzos de 2003, apareció en el mercado el tercer álbum recopilatorio de la artista y el primero tipo crossover bajo el título de Thalía's Hits Remixed, que contiene doce remezclas de sus temas más exitosos. Este trabajo se convirtió en uno de los álbumes de remezclas más vendidos de todos los tiempos al comercializar más de dos millones de unidades en todo el mundo. Más tarde, en junio de ese mismo año, se estrenó su octavo álbum de estudio denominado Thalía, el tercero con el mismo título en su trayectoria musical, esto según Thalía: «porque no me gusta complicarme y para que me no me confundan, que sepan que soy yo».

«He tenido la fortuna de hacer una carrera netamente internacional; tengo crossover con temas como «Amor a la mexicana» y hasta con «Piel morena», canción que me llevó a conquistar continentes en mi idioma.... desde Francia hasta lugares recónditos que nadie imagina. Pero como soy contreras y como a quién le importa, siento que hice mi carrera al revés, con la base aquí en México; después me fui a Centro y Sudamérica, luego con los latinos de la Unión Americana; de ahí me fui a Europa y Asia; ahora voy a poner mi banderita en Estados Unidos».
Thalía sobre su primera producción en inglés: Thalía (2003).

 Este disco difirió de sus predecesores al estar destinado para el mercado angloparlante, pues la mayoría de sus canciones son en inglés. El álbum lo grabó en los momentos en que ocurrió el secuestro de sus hermanas, pero debió suspender la grabación debido a que sentía «mucha confusión». Al concluir el secuestro, la intérprete continuó con la grabación del disco y comentó: «[...] cuando volví al estudio fue como una ráfaga de aire fresco y de pronto todas las canciones se hicieron positivas y agradables».

## Recepción
Pese a la mala prensa y la tibia recepción comercial al inicio de la promoción, el álbum logró la reafirmación de Thalía como estrella del pop latino, especialmente en Japón. Esto resultó una sorpresa inesperada, ya que el CD tenía como target el público de Estados Unidos.
Lastimosamente no logró el mismo impacto en Estados Unidos. La crítica especializada tampoco dio reseñas notables, señalando el proyecto como un intento fallido de urban pop, y las comparaciones con otras cantantes del género no se hicieron esperar. Sin embargo, no se le puede considerar su mayor fracaso, ya que gracias al single Cerca de ti, pudo conseguir cierta notoriedad en la radio americana.
Todo esto sumado al complicado momento personal que atravesaba debido al secuestro de sus hermanas y el bajo rendimiento de las ventas totales del CD, conllevaron a que el disco no tuviera la promoción suficiente.

## Singles
Se lanzaron cuatro sencillos del álbum:
"I Want You": En los Estados Unidos, fue la canción más popular del álbum, alcanzando el número 22 en el Billboard Hot 100 y el número siete en la lista Mainstream. Es su única canción hasta la fecha que se ha incluido en el Billboard Hot 100. En Grecia, la canción alcanzó el puesto veinticinco en el Top 50 de ventas de sencillos. La versión en español de la canción, "Me Pones Sexy" fue lanzada para la audiencia de habla hispana y también se desempeñó bastante bien en las listas latinas, ubicándose entre los diez primeros de Hot Latin Tracks en el número nueve.
"Baby, I'm in Love": Fue el segundo sencillo, pero tuvo un desempeño pobre y alcanzó el puesto 46 en Grecia. En Rumania, la canción alcanzó el puesto 77. La versión remezclada "The Boris & Beck, Norty Cotto Mixes" alcanzó el puesto número 12 en la lista Dance Music / Club Play Singles y el número 51 en ventas de Billboard Hot Singles. "Alguien Real", la versión en español de la canción, no apareció en ninguna de las listas latinas. El video musical (Tanto en inglés como en español) fue dirigido por Antti Jokinen, y fue filmado en CBGB's en el Bowery el 23 de julio, siendo publicado el 20 de septiembre de 2003. En él, Thalía se divierte con sus amigas, saliendo por la noche y tocando la canción en un club, representando el espíritu del punk.
"Don't Look Back": Fue lanzado como un sencillo remezclado y la versión "N. Cotto & J. Nevins Mixes", tuvo un buen desempeño en las listas de baile de Billboard, alcanzando el puesto # 9.
"Cerca de Ti": El cuarto sencillo del álbum, alcanzó el número uno en Hot Latin Tracks. "Closer to You", la versión en inglés de la canción, fue finalmente cancelada, sin embargo alcanzó el puesto número 4 en Billboard Bubbling Under Hot 100 Singles.

## Canciones
| N.º | Título                                                               | Escritor(es)                                                                           | Duración |  |
| 1.  | «I Want You» (con Fat Joe)                                           | Brenda Russell** · Cory Rooney · Fat Joe* · Gregory Bruno                              | 3:54     |  |
| 2.  | «Baby, I'm in Love»                                                  | Guy Roche · Kara DioGuardi                                                             | 3:54     |  |
| 3.  | «Misbehavin'»                                                        | Cathy Dennis · David Siegel · Steve Morales                                            | 3:38     |  |
| 4.  | «Don't Look Back»                                                    | Ash Howes · Martin Harrington · Rob Davis                                              | 3:15     |  |
| 5.  | «Another Girl»                                                       | Cathy Dennis · David Siegel · Steve Morales                                            | 3:46     |  |
| 6.  | «What's It Gonna Be Boy?»                                            | Cory Rooney · Steve Morales                                                            | 3:40     |  |
| 7.  | «Closer to You»                                                      | Thalía* · David Siegel* · Gerina Di Marco* · Steve Morales**                           | 3:56     |  |
| 8.  | «Save the Day»                                                       | Thalía · David Siegel · Kara DioGuardi · Lincoln Browder · Steve Morales               | 3:45     |  |
| 9.  | «Tú y Yo» (versión en inglés)                                        | Estéfano · Julio C. Reyes Letra en inglés: Kara DioGuardi                              | 3:43     |  |
| 10. | «Dance Dance (The Mexican)» (Hex Héctor Club Mix - Extended Version) | Alan Shacklock** · Cory Rooney · J.C. Olivier** · Samuel Barnes**                      | 8:46     |  |
| 11. | «Me pones sexy» («I Want You» - con Fat Joe)                         | Brenda Russell · Cory Rooney · Gregory Bruno Adapt. al español: Thalía / Rap: Fat Joe. | 3:46     |  |
| 12. | «Alguien real» («Baby, I'm in Love»)                                 | Guy Roche · Kara DioGuardi Adapt. al español: Thalía                                   | 3:56     |  |
| 13. | «Cerca de ti» («Closer to You»)                                      | Steve Morales Adapt. al español: Thalía                                                | 3:57     |  |
| 14. | «Toda la felicidad» («Don't Look Back»)                              | Ash Howes · Martin Harrington · Rob Davis Adapt. al español: Thalía                    | 3:17     |  |

Notas
- (*): Letra solamente.
- (**): Música solamente.

## Listas musicales
| Chart (2004)                              | Peak position |
| ----------------------------------------- | ------------- |
| Czech Albums (IFPI Czech)                 | 27            |
| Greece International Albums (IFPI Greece) | 3             |
| Japan Albums (Oricon)                     | 10            |
| US Billboard 200                          | 11            |

## Certificaciones
| País   | Organismo certificador | Certificación | Simbolización | Ref.   |
| ------ | ---------------------- | ------------- | ------------- | ------ |
| Japón  | RIAJ                   | Oro           |               | [ 9 ]  |
| México | AMPROFON               | Oro           |               | [ 10 ] |

## Historial de lanzamiento
| País                  | Fecha                |
| --------------------- | -------------------- |
| Estados Unidos        | 8 de julio de 2003   |
| México                | 8 de julio de 2003   |
| Corea del sur         | 25 de agosto de 2003 |
| Brasil                | 8 de julio de 2003   |
| Japón (Nueva edición) | 24 de abril de 2004  |